# (1321) Majuba
(1321) Majuba es un asteroide que forma parte del cinturón de asteroides y fue descubierto el 7 de mayo de 1934 por Cyril V. Jackson desde el observatorio Union de Johannesburgo, República Sudaficana.

## Designación y nombre
Majuba fue designado al principio como 1934 JH.
Posteriormente se nombró por el Majuba, una montaña de la región de Natal, República Sudafricana.

## Características orbitales
Majuba orbita a una distancia media de 2,939 ua del Sol, pudiendo acercarse hasta 2,442 ua y alejarse hasta 3,436 ua. Su excentricidad es 0,1691 y la inclinación orbital 9,509°. Emplea 1841 días en completar una órbita alrededor del Sol.